# Sulaimani Polytechnic University
Die Sulaimani Polytechnic University (kurdisch زانکۆی پۆلیتەکنیکی سلێمانی) ist eine irakisch-kurdische Hochschule in Sulaimaniyya. Sie wurde 1996 gegründet.

## Geschichte
1996 wurde die „Foundation of Technical Institutions“ gegründet, welche 2003 zur „Foundation of Technical Education in Sulaimani“ (FTES) umbenannt wurde. 2012 wurde die FTES zu einer Hochschule umstrukturiert.
Der Hauptcampus der Hochschule liegt in Sulaimaniyya. Daneben gibt es weitere Campusse in Kalar, Halabdscha, Dschamdschamāl, Darbandichan und Dukan.

## Organisation
Die Hochschule besteht aus fünf Colleges und acht Instituten. 
| College/Institut                         | Gründungsjahr |
| ---------------------------------------- | ------------- |
| Bakrajo Technical Agricultural Institute | 2007          |
| Halabja Technical Agricultural College   | 2004          |
| Sulaimani Technical Institute            | 1973          |
| Kalar Technical Institute                | 1995          |
| Chamchamal Technical Institute           | 2000          |
| Halabja Technical Institute              | 2003          |
| Computer Science Institute               | 2003          |
| Dukan Technical Institute                | 2004          |
| Darbandixan Technical Institute          | 2005          |
| Technical College of Informatics         | 2013–2014     |
| Technical College of Engineering         | 2013–2014     |
| Technical College of Administration      | 2013–2014     |
| Technical College of Health              | 2013–2014     |